# Prince County
Prince County är ett county i Kanada.   Det ligger i provinsen Prince Edward Island, i den östra delen av landet, 900 km öster om huvudstaden Ottawa.
Runt Prince County är det glesbefolkat, med 9 invånare per kvadratkilometer.